# 雷佐夫卡河
雷佐夫卡河（俄语：Лызовка），是俄羅斯的河流，位於該國西部彼爾姆邊疆區，屬於科爾瓦河右支流，發源自切爾登以西6公里，河道全長52公里，流域面積257平方公里。